# أدونيس (موسيقي)
أدونيس (بالإنجليزية: Adonis)‏ هو موسيقي أمريكي، ولد في 4 يناير 1963 في شيكاغو في الولايات المتحدة.

## وصلات خارجية
- الموقع الرسمي
- أدونيس على موقع ميوزك برينز (الإنجليزية)
- أدونيس على موقع أول ميوزيك (الإنجليزية)
- أدونيس على موقع ديسكوغز (الإنجليزية)